# 김규택 (1936년)
김규택(金圭澤, 1936년 7월 23일 ~ , 경상북도 경주)은 대한민국의 정치인이다. 대구광역시 수성구청장을 역임했다.

## 학력
- 입실국민학교
- 경주공업중학교
- 경북고등학교(1956년)
- 경북대학교 정치학과(1961년)

## 경력
- 대구시 지방 공무원(1965년 3월)
- 대구시 공보담당관(1982년 10월)
- 대구시 총무과장(1985년 7월)
- 대구시 기획관(1988년 6월)
- 대구시 민방위국장(1990년 5월)
- 대구시 보건사회국장(1991년 1월)
- 대구시 수성구청장(1991년 7월 ~ 1993년 1월)
- 내무부 지방행정연수원 고급정책연구반(1993년 1월)
- 대구시 북구청장(1994년 4월 ~ 1995년 4월)
- 제11대~13대 대구광역시 수성구청장(1995년 7월 ~ 2006년 6월, 한나라당)
- 1997.12.3 한나라당 입당

## 역대 선거 결과
|  | 30.30% |

|  | 81.26% |

|  | 72.91% |